# مرکز سرگرمی سیدنی

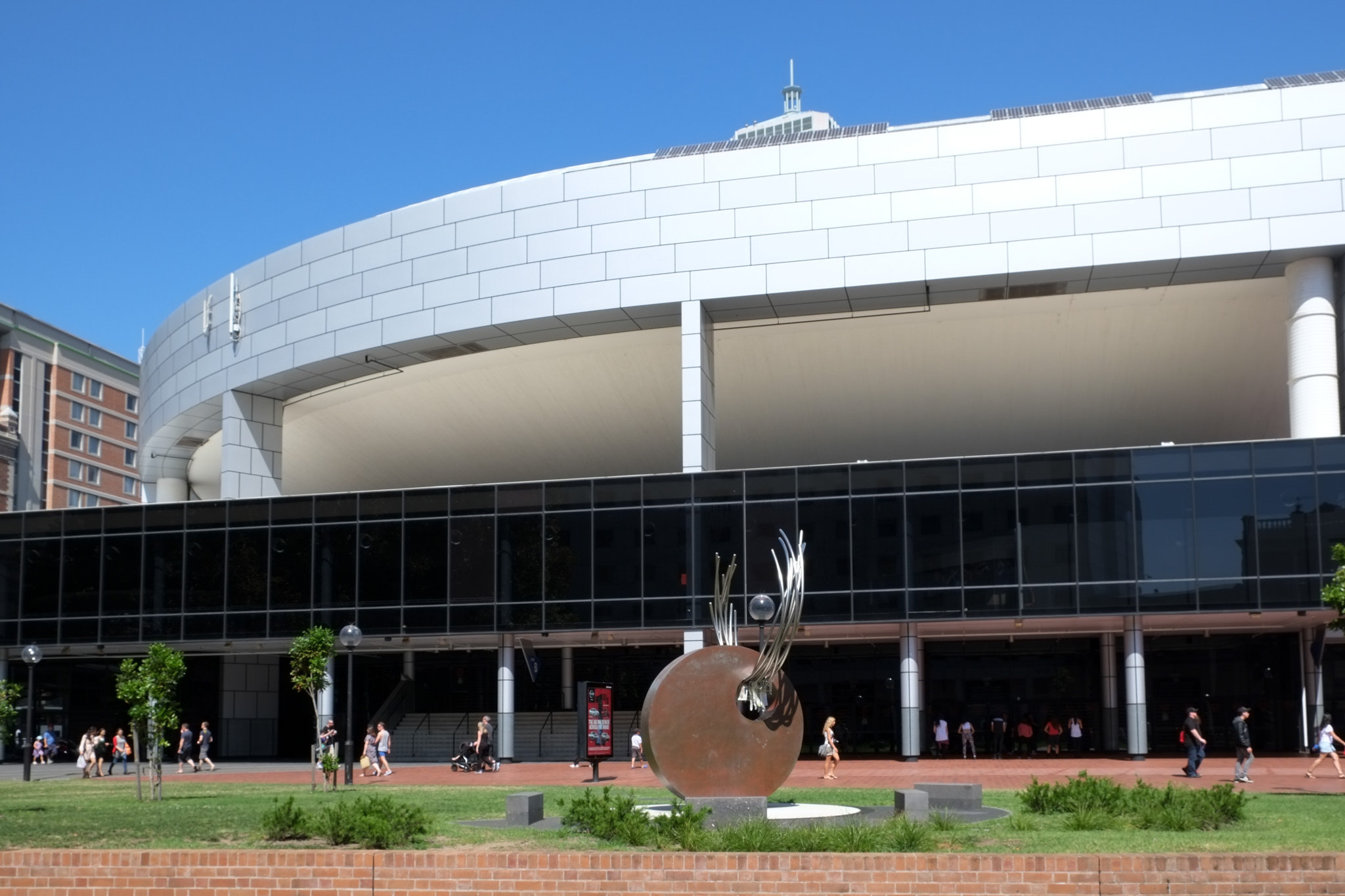
نمای غربی از مرکز سرگرمی سیدنی - ۲۰۱۳

مرکز سرگرمی سیدنی (به انگلیسی: Sydney Entertainment Centre) ورزشگاه و مرکز سرگرمی چند منظوره، واقع هایمارکت سیدنی استرالیا است. این مرکز در مه ۱۹۸۳ افتتاح شد.
این مرکز به صورت میانگین با حضور ۱ میلیون نفر در هر سال شرکت کننده در میزبانی کنسرت‌ها و رویدادهای ورزشی از مهمترین مراکز تفریحی ورزشی منطقه به شمار می‌رود.